# Collegio elettorale di Pavia (Camera dei deputati)
Il collegio di Pavia fu un collegio elettorale uninominale della Repubblica Italiana per l'elezione della Camera dei deputati. Apparteneva alla circoscrizione Lombardia 3 e fu utilizzato per eleggere un deputato nella XII, XIII e XIV legislatura.
Venne istituito nel 1993 con la cosiddetta Legge Mattarella (Legge n. 277, Nuove norme per l'elezione della Camera dei deputati), attuata in seguito al referendum abrogativo del 1993. La legge istituì per la Camera dei deputati e per il Senato della Repubblica un sistema di elezione misto, in parte maggioritario e in parte proporzionale. Il 75% dei parlamentari dell'assemblea veniva eletto in collegi uninominali tramite sistema maggioritario a turno unico; il restante 25% alla Camera veniva eletto tramite sistema proporzionale con liste bloccate.
Il collegio venne abolito insieme a tutti gli altri che costituivano la Camera con la promulgazione della legge elettorale successiva, la cosiddetta Legge Calderoli. Questa prevedeva un sistema proporzionale con premio di maggioranza, che alla Camera veniva attribuito a livello nazionale.

## Territorio
Il collegio di Pavia era uno dei 74 collegi uninominali in cui era suddivisa la Lombardia e, come previsto dal D.Lgs. del 20 dicembre 1993 n. 536, era interamente compreso nella provincia di Pavia e comprendeva i seguenti comuni: Albuzzano, Bascapè, Belgioioso, Borgarello, Bornasco, Ceranova, Certosa di Pavia, Chignolo Po, Copiano, Corteolona, Cura Carpignano, Filighera, Genzone, Gerenzago, Giussago, Inverno e Monteleone, Landriano, Lardirago, Linarolo, Magherno, Marzano, Miradolo Terme, Pavia, Roncaro, San Genesio ed Uniti, Santa Cristina e Bissone, Sant'Alessio con Vialone, Siziano, Torre d'Arese, Torre de' Negri, Torrevecchia Pia, Valle Salimbene, Vidigulfo, Villanterio, Vistarino e Zeccone.

## Eletti
| Elezione | Elezione                | Deputato        | Partito                  |
| -------- | ----------------------- | --------------- | ------------------------ |
|          | 1994                    | Enzo Ravetta    | Polo delle Libertà (LN)  |
|          | 1996                    | Stefano Losurdo | Polo per le Libertà (AN) |
| 2001     | Casa delle Libertà (AN) | Stefano Losurdo |                          |

## Dati elettorali

### XII legislatura

#### Risultati proporzionale
| Coalizioni        | Coalizioni           | Liste                           | Liste                              | Voti    | %     |
| ----------------- | -------------------- | ------------------------------- | ---------------------------------- | ------- | ----- |
|                   | Polo delle Libertà   |                                 | Forza Italia                       | 31.131  | 29,73 |
|                   | Polo delle Libertà   | Lega Nord                       | 20.097                             | 19,20   |       |
| Totale Coalizione | Totale Coalizione    | 51.228                          | 48,93                              |         |       |
|                   | Progressisti         |                                 | Partito Democratico della Sinistra | 16.546  | 15,80 |
|                   | Progressisti         | Rifondazione Comunista          | 6.349                              | 6,06    |       |
|                   | Progressisti         | Alleanza Democratica            | 1.822                              | 1,74    |       |
|                   | Progressisti         | Partito Socialista Italiano     | 1.707                              | 1,63    |       |
|                   | Progressisti         | La Rete - Movimento Democratico | 1.306                              | 1,25    |       |
| Totale coalizione | Totale coalizione    | 27.730                          | 26,48                              |         |       |
|                   | Patto per l'Italia   |                                 | Partito Popolare Italiano          | 11.778  | 11,25 |
|                   | Alleanza Nazionale   | Alleanza Nazionale              | Alleanza Nazionale                 | 6.535   | 6,24  |
|                   | Lista Pannella       | Lista Pannella                  | Lista Pannella                     | 5.749   | 5,49  |
|                   | Lega Alpina Lumbarda | Lega Alpina Lumbarda            | Lega Alpina Lumbarda               | 1.678   | 1,60  |
| Totale            | Totale               | Totale                          | Totale                             | 104.698 |       |

#### Risultati uninominale
|                               | Enzo Ravetta ✔️ Eletto | Polo delle Libertà (FI - LN - CCD - UDC) | 54 626  | 52,70 |  |  |  |  |  |
|                               | Giorgio Boatti         | Progressisti                             | 25 142  | 24,25 |  |  |  |  |  |
|                               | Pierino Costa          | Patto per l'Italia                       | 11 854  | 11,44 |  |  |  |  |  |
|                               | Stefano Losurdo        | Alleanza Nazionale                       | 7 157   | 6,90  |  |  |  |  |  |
|                               | Pierpaolo Righetti     | Lista Marco Pannella - Riformatori       | 4 885   | 4,71  |  |  |  |  |  |
| Totale                        | Totale                 | Totale                                   | 103 664 | 100   |  |  |  |  |  |
|                               |                        |                                          |         |       |  |  |  |  |  |
| Fonte: Ministero dell'interno |                        |                                          |         |       |  |  |  |  |  |

### XIII legislatura

#### Risultati proporzionale
| Coalizioni        | Coalizioni          | Liste                                     | Liste                              | Voti    | %     |
| ----------------- | ------------------- | ----------------------------------------- | ---------------------------------- | ------- | ----- |
|                   | Polo per le Libertà |                                           | Forza Italia                       | 26.424  | 25,95 |
|                   | Polo per le Libertà | Alleanza Nazionale                        | 12.166                             | 11,95   |       |
|                   | Polo per le Libertà | CCD-CDU                                   | 4.267                              | 4,19    |       |
| Totale coalizione | Totale coalizione   | 42.857                                    | 42,09                              |         |       |
|                   | L'Ulivo             |                                           | Partito Democratico della Sinistra | 16.849  | 16,55 |
|                   | L'Ulivo             | Popolari per Prodi (PPI-SVP-PRI-UD-Prodi) | 5.818                              | 5,71    |       |
|                   | L'Ulivo             | Rinnovamento Italiano                     | 5.173                              | 5,08    |       |
|                   | L'Ulivo             | Federazione dei Verdi                     | 2.882                              | 2,83    |       |
| Totale coalizione | Totale coalizione   | 30.722                                    | 30,17                              |         |       |
|                   | Lega Nord           | Lega Nord                                 | Lega Nord                          | 20.041  | 19,68 |
|                   | Progressisti        |                                           | Rifondazione Comunista             | 8.204   | 8,06  |
| Totale            | Totale              | Totale                                    | Totale                             | 101.824 |       |

#### Risultati uninominale
|                               | Stefano Losurdo ✔️ Eletto        | Polo per le Libertà | 40 017  | 39,90 |  |  |  |  |  |
|                               | Virginio Rognoni                 | L'Ulivo             | 38 082  | 37,97 |  |  |  |  |  |
|                               | Archimede Luciano Carlo Bontempi | Lega Nord           | 22 200  | 22,13 |  |  |  |  |  |
| Totale                        | Totale                           | Totale              | 100 299 | 100   |  |  |  |  |  |
|                               |                                  |                     |         |       |  |  |  |  |  |
| Fonte: Ministero dell'interno |                                  |                     |         |       |  |  |  |  |  |

### XIV legislatura

#### Risultati proporzionale
| Coalizioni        | Coalizioni              | Liste                                 | Liste                   | Voti   | %     |
| ----------------- | ----------------------- | ------------------------------------- | ----------------------- | ------ | ----- |
|                   | Casa delle Libertà      |                                       | Forza Italia            | 34.596 | 34,90 |
|                   | Casa delle Libertà      | Alleanza Nazionale                    | 9.163                   | 9,24   |       |
|                   | Casa delle Libertà      | Lega Nord                             | 6.893                   | 6,95   |       |
|                   | Casa delle Libertà      | CCD-CDU                               | 1.684                   | 1,70   |       |
|                   | Casa delle Libertà      | Nuovo PSI                             | 682                     | 0,80   |       |
| Totale coalizione | Totale coalizione       | 53.018                                | 53,59                   |        |       |
|                   | L'Ulivo                 |                                       | Democratici di Sinistra | 18.409 | 18,57 |
|                   | L'Ulivo                 | La Margherita (Dem - PPI - RI- UDEUR) | 9.833                   | 9,92   |       |
|                   | L'Ulivo                 | Il Girasole (FdV - SDI)               | 2.650                   | 2,67   |       |
|                   | L'Ulivo                 | Comunisti Italiani                    | 1.309                   | 1,32   |       |
| Totale coalizione | Totale coalizione       | 24.665                                | 32,48                   |        |       |
|                   | Rifondazione Comunista  | Rifondazione Comunista                | Rifondazione Comunista  | 5.854  | 5,90  |
|                   | Lista Di Pietro         | Lista Di Pietro                       | Lista Di Pietro         | 4.088  | 4,12  |
|                   | Lista Pannella - Bonino | Lista Pannella - Bonino               | Lista Pannella - Bonino | 3.234  | 3,26  |
|                   | Democrazia Europea      | Democrazia Europea                    | Democrazia Europea      | 1.168  | 1,18  |
|                   | Paese Nuovo             | Paese Nuovo                           | Paese Nuovo             | 176    | 0,18  |
|                   | Abolizione scorporo     | Abolizione scorporo                   | Abolizione scorporo     | 83     | 0,08  |
| Totale            | Totale                  | Totale                                | Totale                  | 99.140 |       |

#### Risultati uninominale
|                               | Stefano Losurdo ✔️ Eletto  | Casa delle Libertà | 49 592 | 50,30 |  |  |  |  |  |
|                               | Piera Capitelli            | L'Ulivo            | 39 638 | 40,20 |  |  |  |  |  |
|                               | Andrea Giuseppe Capodaglio | Lista Di Pietro    | 4 766  | 4,83  |  |  |  |  |  |
|                               | Lara Arosio                | Lista Emma Bonino  | 4 597  | 4,66  |  |  |  |  |  |
| Totale                        | Totale                     | Totale             | 98 593 | 100   |  |  |  |  |  |
|                               |                            |                    |        |       |  |  |  |  |  |
| Fonte: Ministero dell'interno |                            |                    |        |       |  |  |  |  |  |